# Уанкайо
Уанкайо (исп. Huancayo, кечуа Wankayu) — город центральной части Перу, административный центр провинции Уанкайо и департамента Хунин. Расположен на высоте 3271 метр над уровнем моря, население города — 323 054 человек. Уанкайо является культурным и коммерческим центром центрального региона Перу.

## История
Древнейшими известными поселениями на месте современного Уанкайо являются деревни культуры уанка. Около 500 года до н. э. эта территория вошла в состав государства Уари. Несмотря на сопротивление захватническим войнам инков, уанка были разбиты войсками Пачакутека в 1460 году. В результате город стал важным центром в империи инков государства Тауантинсуйу.
После начала испанской колонизации город стал вторым по значению в Перу после города Хауха, который Франсиско Писарро сделал временной столицей до переноса столичных функций в Лиму.
В 1570 году вице-король Перу Франсиско де Толедо назначил Уанкайо центром провинции Уанкайо. 1 июня 1572 года был официально основан город с полным испанским названием Сантисима-Тринидад-де-Уанкайо.
После войны за независимость Перу Уанкайо вошёл в состав молодой республики 20 ноября 1820 года. В 1831 году в городе был построен кафедральный собор и Уанкайо стал центром архиепископства.
В 1854 году в Уанкайо был подписан закон, отменяющий рабство в Перу. В честь этого события на площади Конституции, в центре города, установлен памятник.
В 1969 году произошли два землетрясения, причинив значительный ущерб; были разрушены дома, мосты, железнодорожное полотно, погибли по разным оценкам 800—1000 человек. В районе города также погибли около 300 человек из-за последовавших после землетрясения оползней.
В настоящее время город стал значимым деловым центром, известным изделиями народного промысла и народными праздниками как в самом городе, так и в поселениях поблизости. Несмотря на бурное развитие города, в нём сохранились постройки колониального периода, хотя современные строения в целом доминируют в Уанкайо. В 18 километрах на север от Уанкайо находится аэропорт города Хауха, хотя большинство приезжающих из Лимы пользуются наземным транспортом.

## Известные уроженцы
- Дамарис Малма Поррас (р. 1986) — фольклорная певица.